# Stornaggen
Stornaggen är en sjö i Ljusdals kommun och Ånge kommun i Hälsingland och ingår i Delångersåns huvudavrinningsområde. Sjön har en area på 3,04 kvadratkilometer och ligger 357 meter över havet. Sjön avvattnas av vattendraget Naggån.

## Delavrinningsområde
Stornaggen ingår i det delavrinningsområde (690707-150803) som SMHI kallar för Utloppet av Stornaggen. Medelhöjden är 397 meter över havet och ytan är 17,36 kvadratkilometer. Räknas de 8 avrinningsområdena uppströms in blir den ackumulerade arean 51,1 kvadratkilometer. Naggån som avvattnar avrinningsområdet har biflödesordning 2, vilket innebär att vattnet flödar genom totalt 2 vattendrag innan det når havet efter 131 kilometer. Avrinningsområdet består mestadels av skog (63 procent). Avrinningsområdet har 2,99 kvadratkilometer vattenytor vilket ger det en sjöprocent på 17,2 procent.